# Siphona kairiensis
Siphona kairiensis là một loài ruồi trong họ Tachinidae.